# Citrinine
La citrinine est une mycotoxine découverte en 1951 sur du Riz Jaune et élaborée surtout par Penicillium citrinum (parfois par d'autres Penicillium ou par des Aspergillus). C'est un pigment benzopyranique à propriétés antibiotiques.

## Production et synthèse
On retrouve la citrinine dans les pays tempérés.  Les penicillium qui la produisent sont plutôt adaptés à des températures fraiches. On la détecte dans les produits dérivés du blé,  de l'orge, de l'avoine, de l'arachide ...  Souvent la citrinine est associée à l'ochratoxine.

## Santé

### Pour l'Homme
La citrinine peut causer des troubles rénaux en provoquant un élargissement des tubules collecteurs. L'excrétion urinaire est alors deux fois et demie supérieure à la normale.
On pense que la citrinine (ainsi que l'OTA et d'autres toxines non identifiées) puisse être impliquée dans la Néphropathie Endémique des Balkans.

### Dans l'élevage
Dans le cas de l’élevage, la citrinine peut causer aussi des problèmes de reins au bétail mais aussi des problèmes de foie.
Des néphropathies mycotoxiques chez le porc au Danemark, en Suède, en Norvège et en Irlande et des néphropathies aviaires semblent avoir été induites par la citrinine. Des doses létales aiguës provoquent un gonflement des reins avec nécrose éventuelle chez les lapins, les cochons d'inde, les rats, les souris ou les porcs.